# Spongoliti

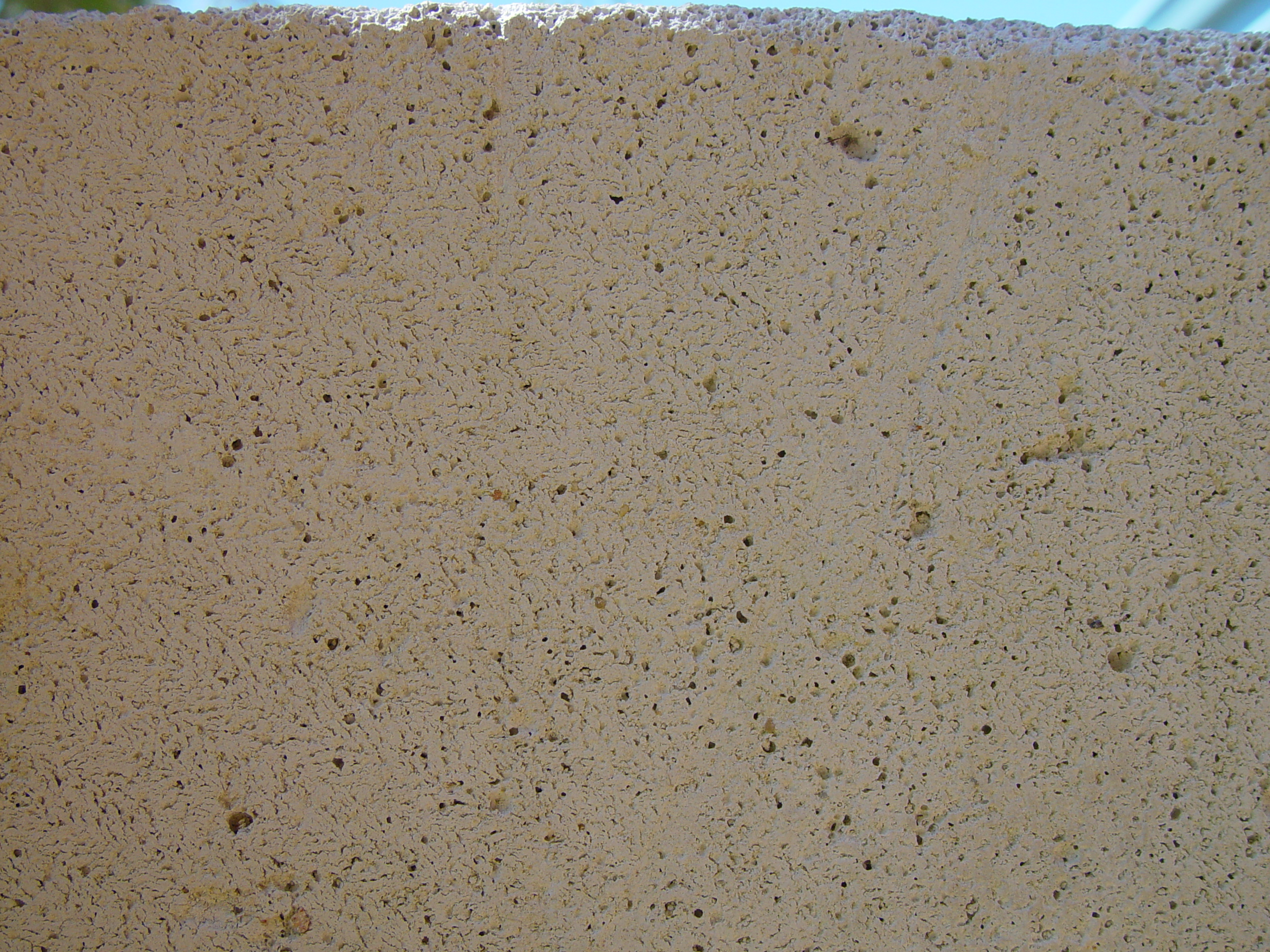
Esempio di spongolite

La spongolite è una roccia sedimentaria silicea, di origine organogena, simile alla radiolite; ma anziché essere costituita da gusci di radiolari è essenzialmente costituita dall'accumulo di spicole di spugna.

## Periodo di formazione
Le spugne ebbero il loro momento di massima diffusione nell'Eocene, durante il quale formarono colonie marine paragonabili a vere e proprie foreste. Ricchi giacimenti di spongoliti sono presenti in Australia. In Italia a titolo di esempio si possono citare i depositi di spongoliti della Lombardia e del Piemonte.

## Utilizzi
Le spongoliti costituiscono rocce leggere e porose. Con esse in Lombardia vengono tradizionalmente prodotte pietre da coti. Vengono anche utilizzate nel giardinaggio e nelle colture idroponiche sfruttandone la capacità di rilasciare l'acqua assorbita direttamente alle radici delle piante